# Tripla elica
Il modello della tripla elica descrive le modalità di interazione e di interdipendenza fra i tre attori fondamentali dei processi innovativi: le università ed i centri di ricerca, il governo e le aziende.
L'Unione europea ha cercato di dare attuazione concreta alle indicazioni di policy implicitamente contenute nel modello stesso attraverso la strategia di Lisbona e l'istituzione, nel 2008, dell'Istituto europeo per l'innovazione e la tecnologia.